# Березовка (Большереченський район)
Березовка (рос. Березовка) — присілок у Большереченському районі Омської області Російської Федерації.
Належить до муніципального утворення Чебаклинське сільське поселення. Населення становить 187 осіб.

## Історія
Згідно із законом від 30 липня 2004 року органом місцевого самоврядування є Чебаклинське сільське поселення.

## Населення
| 2002 | 2010 |
| ---- | ---- |
| 234  | ↘187 |